# Ponce-Denis Écouchard-Lebrun

Ponce-Denis Écouchard-Lebrun

Ponce-Denis Écouchard-Lebrun (* 11. August 1729 in Paris; † 31. August 1807 ebenda) war ein französischer Lyriker.
Écouchard-Lebrun, genannt Lebrun-Pindare, war Sekretär des Prinzen Louis-François Conti und wandte sich zuerst der Lyrik, dann, nach der Scheidung von seiner Frau 1774 und dem Verlust seines Vermögens 1783 der Satire und dem Epigramm zu.
Er galt mit seinen Versen als umstritten: Der Minister Charles Alexandre de Calonne setzte ihm die Pension aus, Maximilien de Robespierre verschaffte ihm eine Wohnung im Louvre und Napoléon Bonaparte wies ihm eine Pension von 6.000 Franc zu.
Er verfasste unter anderem Oden an Georges-Louis Leclerc de Buffon sowie mehr als Madrigale und Epigramme, die meist auf seine literarischen Streitigkeiten Bezug nehmen.
Pierre Louis Ginguené gab 1811 in vier Bänden eine Sammlung seiner Werke heraus, die außer den Epigrammen sechs Bücher Oden, vier Bücher Elegien, zwei Bücher Episteln, die Fragmente von zwei größeren Gedichten: Les veillées du Parnasse und La nature einige Übersetzungen etc. enthalten. Seine Œuvre choisies erschienen in Paris 1822–28, 2 Bände.